# Villa Santa Maria (Firenze)
Villa Santa Maria è una dimora storica italiana, che sorge in via di Soffiano, 206 - 208 a Firenze.

## Storia
Le origini di questa villa risalgono al medioevo: si trattava di un castello dei Lambardi, vassalli dei Cadolingi i quali avevano diverse proprietà nella zona. Quando la potenza dei Cadolingi crollò, allora anche i Lambardi caddero in disgrazia.  Nel XV secolo il castello fu trasformato in casa da signore, ed era di proprietà di un ricco mercante, tal Zanobi di Niccolò del Cica. L'edificio aveva assunto l'attuale nome, quando fu venduto da Zanobi ad Andrea di Niccolò Carducci. 
La villa passò ai Baglioni e agli Strozzi. Giovan Battista di Francesco Strozzi rivendette la proprietà ad Antonio di Vitale de' Medici (1617); da costui l'ereditarono i Passerini. Nel 1807 questi ultimi vendettero Villa Santa Maria al senatore Amerigo di Gaetano Antinori Calderoni, dal quale, nel 1822, la comprò il vescovo di Fiesole don Nicola Fiaschi 